# Semnopithecus
Genre
Semnopithecus  constitue un genre de mammifères primates asiatiques de la famille des Cercopithecidae qui rassemble des singes appelées semnopithèques, entelles ou langurs.

## Classification
La classification scientifique de ces singes est en cours de révision depuis 1979. Le genre a été considéré comme un sous-genre de Presbytis par Szalay and Delson (1979), puis séparé par Groves en 1989 tandis que les espèces ont été regroupées en une seule (entellus) avant que Groves ne distingue sept espèces distinctes en 2001.
Espèce type : Simia entellus Dufresne, 1797 (syn. valide Semnopithecus entellus) 

### Liste des espèces
Selon la troisième édition de Mammal Species of the World de 2005 :
- Semnopithecus entellus (Dufresne, 1797) - Entelle des Indes (ou Entelle de l'Inde)[4], Houleman[4], Langur gris[5] ou Langur sacré[4] ou simplement du nom générique Entelle[4] ou Langur[4]
- Semnopithecus schistaceus Hodgson, 1840 - Semnopithèque ardoisé ou Semnopithèque de l'Himalaya
- Semnopithecus hypoleucos Blyth, 1841 - Entelle aux pieds noirs[4]
- Semnopithecus dussumieri I. Geoffroy, 1843 - Semnopithèque de Dussumier
- Semnopithecus priam 	Blyth, 1844
- Semnopithecus ajax (Pocock, 1928)
- Semnopithecus hector (Pocock, 1928)